# القوات المناهضة للقذافي

علم المملكة الليبية السابقة، الذي يَستخدمه الثوار الليبيون والقوات المسلحة الليبية المعارضة للقذافي كرمز لهم، وذلك نظراً إلى أنها حقبة الاستقلال التي سبقت استيلاء القذافي على السلطة.

قوات الثوار الليبيين هيَ الوحدات العسكرية والقوات المسلحة التي شكلها المجلس الوطني الانتقالي في ليبيا للخدمة في حرب ثورة 17 فبراير من خليط من الثوار المُتطوعين وجنود القوات المسلحة الليبية السابقين الذين استقالوا والتقحوا بالثورة. تُمثل هذه القوات مع جيش الزعيم الليبي معمر القذافي طرفي النزاع في حرب ثورة 17 فبراير التي تطورت إلى نزاع مُسلح بعد أن بدأت كمظاهرات سلمية في دولة ليبيا، وقد شُكلت هذه القوات المسلحة لكي تمثل الثوار في الحرب. تهدف القوات المعادية للقذافي إلى إسقاط نظام العقيد معمر القذافي الحاكم وإفساح المجال للشعب لكي يَحكمَ نفسه، والتي يُفترض أنها تمثله.
تشكلت هذه القوات خلال شهر فبراير عام 2011 بعد أن حمل الثوار السلاح وبدؤوا بمُواجهة قوات القذافي، إلا أن حركتها لم تكن مُنظمة كقوات مُسلحة في بادئ الأمر، ولم يَحدث ذلك حتى شهر أبريل من العام ذاته عندما بدأ ضباط الجيش الليبي السابقين بتنظيم القوات المُسلحة وترتيب صفوفها بحيث تتحرك كجيش حقيقيّ بدلاً من تكتيكاتها العشوائية السابقة. وحالياً قائد هذه القوات هوَ عبد الفتاح يونس العبيدي الذي انشق عن نظام القذافي. تتألف القوات المُعادية للقذافي بشكل رئيسيّ من قسمين من القوات المسلحة البرية والجوية هما: جيش التحرير الوطني الليبي والقوات الجوية الليبية الحرة، بينما لا تملك تنظيماً لقوات بحرية عسكرية وليست لديها سوى سفينة حربية.

## الأقسام

### جيش التحرير الوطني
في أواسط شهر فبراير بدأ الثوار بعد سيطرتهم على عدد من مخازن الأسلحة بالتخطيط للزحف نحو بلدة رأس لانوف التي كانت تسيطر عليها قوات القذافي آنذاك، وقد كان الهدف من هذه العملية هو بلوغ العاصمة الليبية طرابلس التي كانت تشهد مجازر عنيفة ضد المتظاهرين فيها، ولذا فقد قرَّر ثوار الشرق التوجه إليها وتحريرها من قوات القذافي. ونتيجة لطبيعة الطريقة التي خُطط فيها لهذا الأمر، فقد بدأ الثوار المُتطوعون وجنود الجيش السابقين المُستقيلين بالاحتشاد بشكل عشوائيّ للذهاب إلى المَعركة دون أي نوع واضح من التنظيم، وقد كانت هذه هيَ البداية والنواة الأولى لما يُعرف بـ«جيش التحرير الوطني الليبي». وفي هذه المرحلة المُبكرة، كان من بدأ بقيادة الجيش هو اللواء خليفة خفتر. لكن لاحقاً ومع الفشل الكبير الذي بدأ يُحققه الجيش نتيجة لعدم تنظيمه وعشوائيته فقد عُين اللواء عبد الفتاح يونس العبيدي كرئيس أركان للجيش بدلاً من خليفة. شهد جيش التحرير الوطني الليبي الكثير من التغيرات مع مطلع شهر أبريل 2011، فقد طرأت عليه الكثير من التنظيمات والترتيبات التي حسنت أداءه بشكل ملحوظ. كما مَثل هذا الجيش الوحدات القتالية الرئيسية للثوار طوال حرب ثورة 17 فبراير والجزء الرئيسي من القوات المسلحة المناهضة للقذافي، وكان له دور كبير جداً في المُشاركة بالجبهة القتالية مع قوات القذافي المُمتدة بين مدينتي بنغازي شرقاً وسرت غرباً.

### القوات الجوية الحرة
بعد بدأ ثورة 17 فبراير الليبية بدأت الاستقالات بالتوالي بالمئات والآلاف في صفوف القوات المسلحة الليبية، وبطبيعة الحال فقد شملت هذه الاستقالات بعض طياري القوات الجوية الليبية لا جنود الجيش فقط. وبطبيعة الحال أيضاً، فبعد التحاق هؤلاء الطيارين بالثورة أخذوا يُشاركون في العمليات العسكرية ضد قوات القذافي، وبما أن الثوار كانوا قد طردوا قوات القذافي في مطلع الثورة من مُدن ومناطق كاملة في الشرق فقد استطاعوا الاستيلاء على عدة قواعد جوية بما في ذلك جميع المركبات الجوية داخلها، ولذا فكان بإمكان هؤلاء الطيارين المُستقيلين استخدام هذه الطائرات والمروحيات لدعم الثوار على الأرض. وبهذه الطريقة بدأ سلاح الجوّ عند الثوار بالتشكل، وبدأ الخبراء منهم بأخذ الطائرات العسكرية وإصلاحها وصيانتها لتعمل جيداً ثم استخدموها في المعارك. وقد نجحت القوات الجوية الحرة بتنفيذ العديد من العمليات في مدن مختلفة كان يَدور فيها صراع مع كتائب القذافي، لكن بالرغم من ذلك فظلت هذه القوات هزيلة نسبياً أمام سلاح جوّ القذافي، ولذا فلم تستطع مجاراته كثيراً وخسرت بعض مركباتها أكثر من مرة. بعد إقرار قرار مجلس الأمن الدولي رقم 1973 أوقفت قوات الحظر الجوي بضع مرات طائرات الثوار، ولم تعد قواتهم الجوية تحلق بحرية في سماء ليبيا.

### سلاح البحرية
تمكن الثوار خلال الحرب من الاستيلاء على سفينة واحدة هيَ فرقاطة من طراز كوني كلاس. لكن بالرغم من ذلك، فلم ترد أيّ أنباء عن استخدام الثوار لهذه السفينة الحربية بأي شكل من الأشكال، كما لم ترد أنباء عن استيلائهم على سفن أخرى. وبالإضافة إلى ذلك فلا يَملك الثوار تنظيماً فعلياً لسلاح البحرية، على عكس جيشهم الذي أصبح لاحقاً منظماً جداً وله قيادة رسمية وقواتهم الجوية الأقل تنظيماً، ولذا فلا توجد أهمية كبيرة لهذه الفرقاطة.

## الاستخدام والتنظيم
لم تخدم قوات الثوار الليبيين سوى في حرب ثورة 17 فبراير الليبية (التي كانت السّبب الرئيسي أساساً وراء تأسيسها). ولكن لم تُدر هذه القوات بشكل مُنظم في البداية، بل لم يَكن الأمر سوى أن الثوار - بعد طردهم للأمن من مُعظم مدن الشرق - حصلوا على مخازن ضخمة مَملوءة بمُختلف أنواع الذخيرة والسلاح كانت قد أعدت للتزويد بالدعم العسكري خلال فترة توتر العلاقات الليبية الغربية التي شهدت بعض المناوشات الحربية، وعندما رأى الثوار قطع الأسلحة هذه بين أيديهم في الوقت الذي كانت تشهد فيه ثورة طرابلس قمعاً دامياً فكروا بالتوجه إلى العاصمة لمُساندة الثوار الآخرين هناك. وعلى هذا الأساس بدأت حشود الثوار التي بلغت 10 آلاف متطوع بالتحرّك بشكل عشوائيّ في سيارات مدنية غير مُحصنة دون أي نوع يُذكر من التنظيم نحو بلدة رأس لانوف التي كانت تسيطر عليها قوات القذافي آنذاك.
لكن بالرغم من هذا، فقد بدأت تظهر مع مرور الوقت الحاجة إلى تنظيم وترتيب صفوف القوات المُسلحة نظراً إلى عدم كفاءتها وفعاليتها بالشكل الكافي، وبدأ تقهقرها أمام تقدم قوات القذافي في أواخر شهر مارس. ولذا، فقد قرّر المجلس الوطني الانتقالي - وهو الجهة التي تتبعها القوات المسلحة فعلياً - إعادة تنظيم هذه القوات بحيث تتحرك كجيش عسكري مُنظم بدلاً من أسلوبها العشوائيّ السابق. ولهذا الغرض، قام المجلس بتعيين قيادة عليا للقوات ورئيس أركان للجيش هو اللواء عبد الفتاح يونس العبيدي وأسند إليه جميع المهام الإدارية فيها، كما رتب الصفوف لتصبح أكثر فعالية، حيث جعل الصفوف الأمامية المُقاتلة للجيش تقتصر بشكل رئيسي على أفراد «كتيبة الصاعقة» المُستقيلين من الجيش الليبي - التابع للقذافي - نظراً إلى أنهم دُربوا جيداً خلال فترة خدمتهم قبل الثورة، أما الثوار المُتطوعون فقد أبقوا في الصفوف الخلفية للقوات بينما مُنع الكثير من عديمي الخبرة القتالية منهم من المُشاركة أساساً.